# Ade Chandra
Ade Chandra (Yakarta, 4 de febrero de 1950) es un deportista indonesio que compitió en bádminton. Ganó dos medallas en el Campeonato Mundial de Bádminton en los años 1977 y 1980.

## Palmarés internacional
| Campeonato Mundial | Campeonato Mundial  | Campeonato Mundial | Campeonato Mundial |
| Año                | Lugar               | Medalla            | Prueba             |
| ------------------ | ------------------- | ------------------ | ------------------ |
| 1977               | Malmö (Suecia)      | Medalla de plata   | Dobles             |
| 1980               | Yakarta (Indonesia) | Medalla de oro     | Dobles             |